# 柳錫春
柳 錫春（朝鮮語: 류석춘、リュ・ソクチュン、1955年5月12日 - ）は、大韓民国（韓国）の社会学者である。
元公報処長官の柳赫仁は父、ジャーナリストの崔今洛は姉妹の夫。

## 来歴
1955年出生。1987年、延世大学校社会学科助教授に就任。1997年より同教授。
2017年、自由韓国党革新委員長を務めた。
2020年延世大学定年退職。

## 慰安婦ビジネスと反日種族主義批判
2019年9月17日の延世大学校での「発展社会学」の講義中に慰安婦と現代の売春業で働いている女性を違うと主張する女子学生に「その人たちは暮らしにくくて売春業に足を入れることになります。」「家が貧しくて、本人がお金を稼げなくて。だから売春（業者）からの誘惑が……「ここで働けば、少しだけ働いても給料がたくさんもらえる。来て働いて」という誘惑があり、売春を働くことになるじゃないですか。」「今（売春業で）働いている人たちは自発的ですか。」「自意半、他意半（自分の意志が半分、他人の意志が半分）ですね。今も自意半、他意半です。」と指摘した。更には彼は「挺対協が、日本軍に強制動員されたと証言するように、元慰安婦らを教育した」「挺対協の役員たちは統合進歩党の幹部であり、挺対協は北朝鮮と連携しており、北朝鮮に追従している」と述べた。被害者の名誉を棄損したとして告訴され、書類送検された。また、大学側は2019年9月17日の講義での「気になるならば一度やってみますか？」という「（自分でも）研究してみなさい」という趣旨の発言が「売春をしてみろ」という言葉に聞こえたという生徒の一方的な主張に学校当局が同調した結果、延世大学当局から「停職1カ月」の懲戒処分も受けている。この講義は「韓国が発展した」と認めるのなら、その理由が何なのかを突き止めようとする「発展社会学」の授業であり、この10年間同じやり方で行ってきたものであった。この講義当初は学生らは「国民が一緒に熱心に努力したためだ」と主張するものであることを明かし、講義後に韓国人学生の反日種族主義による誤った日本統治時代・李承晩・朴正煕への歴代認識を是正させられてきた。同じ民族の国民がいる北朝鮮や他の発展途上国を例に出し、「北朝鮮が貧しいのは、北朝鮮住民が一生懸命働かないからですか？」  「後進国の国民は懸命に努力しないから、後進国になったのですか？」「では、皆さんは朴正煕も認めず、李承晩でもないというなら、結局、その前の段階である日本の植民地支配の時期に発展の種がまかれたと思うのですか？」 といった、これまで韓国人学生たちへの反日種族主義的な歴史教育では、このような質問が全く投げかけられなかった質問らで初めて、これらを再評価する必要性を知る講義であった。

2007年2月の米議会での証言として、李容洙は「軍人に連れ去られた」と主張したが、1992年8月のKBSの生放送では「革靴とワンピースに魅了されてついて行った」と証言していた。更には1993年に挺対協が出版した『強制連行された朝鮮人軍慰安婦たち「証言集I」』の124頁にある「赤いワンピースと革靴が見えた。それをもらって、子供の気持ちがどれほど嬉しかったか分からない。それでつい他のことも考えず、すぐについて行くことになった」との記録と一致しており、日本軍による強制ではなく業者の誘惑に負けたと証言していることを指摘している。
韓国国内で新村で売春業が盛んなのに売春業をなくす努力をせずに見ぬふりをしながら、同じ貧困や家庭が恵まれなかったから売春することとなった慰安婦は別と稽えている卑怯な韓国人の多数派を批判している。義父やモノに釣られた証言集を出しておきながら、日本軍が連行したと主張する挺対協が作った甘い正義感を感じられる「食卓」で社会正義を成し遂げようと大騒ぎしている偽善を指摘してある。2021年3月12日に行われた2回目の公判で検察側証人として出廷した韓敬姫・正義記憶連帯（旧・挺対協）事務総長に証言の嘘を指摘した。韓敬姫は米議会で主張した一般の人々が考える公権力による連行・物理的な連行した実例をあげることが出来ず、実例がないことを際版で事実上認めている。
2024年1月24日、ソウル西部地裁は、講義中に慰安婦は「売春の一種」などと発言した元慰安婦への名誉毀損について「大学での学問と授業の自由の保護」を強調し、無罪を言い渡した。一方で、挺対協が元慰安婦らに対し、日本軍に強制動員されたように証言するよう「教育した」との柳の発言については、挺対協への名誉棄損に当たると判断し、罰金200万ウォンを言い渡した。